# Brady (Nebraska)
Brady es una villa ubicada en el condado de Lincoln en el estado estadounidense de Nebraska. En el Censo de 2010 tenía una población de 428 habitantes y una densidad poblacional de 503,82 personas por km².

## Geografía
Brady se encuentra ubicada en las coordenadas 41°1′20″N 100°22′3″O / 41.02222, -100.36750. Según la Oficina del Censo de los Estados Unidos, Brady tiene una superficie total de 0.85 km², de la cual 0.85 km² corresponden a tierra firme y (0%) 0 km² es agua.

## Demografía
Según el censo de 2010, había 428 personas residiendo en Brady. La densidad de población era de 503,82 hab./km². De los 428 habitantes, Brady estaba compuesto por el 99.07% blancos, el 0.23% eran afroamericanos, el 0% eran amerindios, el 0% eran asiáticos, el 0% eran isleños del Pacífico, el 0% eran de otras razas y el 0.7% pertenecían a dos o más razas. Del total de la población el 1.87% eran hispanos o latinos de cualquier raza.